# تئوری شبکه نامنظم
تئوری شبکه نامنظم (به انگلیسی: Random Network Theory) یکی از تئوری‌های شیشه‌سازی است. این تئوری در سال ۱۹۳۲ توسط فیزیکدان نروژی، دبلیو. اچ. زاکاریاسن منتشر شد و یکی از تأثیرگذارترین مطالب در علم شیشه محسوب می‌شود. این تئوری ساختار شیشه و ارتباط آن را با ترکیب مواد اولیه بررسی می‌کند.

## تئوری
تئوری شبکه نامنظم زاکاریاسن، شیشه حاصل از یک اکسید فرضی AnOm را (مانند بلور آن) متشکل از شبکه‌های سه‌بعدی گسترده می‌داند؛ با این تفاوت که شیشه دارای سلول واحدی بی‌نهایت بزرگ و دارای بی‌نهایت اتم است که هیچ‌کدام از آن‌ها از نظر ساختاری مشابه هم نیستند.
بی‌نظمی موجود در شبکه باعث می‌شود که قدرت اتصالات A-O در محدوده بسیار گسترده شبکه شیشه توزیع شود و در نتیجه با افزایش درجه حرارت، این پیوندها به‌تدریج شکسته می‌شوند. این مسئله، پدیده وجود نداشتن نقطه ذوب در شیشه‌ها را مشخص توجیه می‌کند.
همچنین وجود این بی‌نظمی باعث می‌شود که شیشه نسبت به حالت بلوری خود از انرژی داخلی بیشتری برخوردار باشد. البته این بالاتر بودن انرژی داخلی شیشه نسبت به بلور، خیلی زیاد نیست؛ چون اگر خیلی زیاد باشد، شیشه سریعاً متبلور می‌شود؛ بنابراین اگر قرار باشد انرژی داخلی شیشه، فقط کمی بیشتر از حالت بلوری باشد، پس چندوجهی‌های تشکیل‌دهنده شیشه می‌بایست همانند چندوجهی‌های تشکیل‌دهنده بلور باشند و نحوه اتصال آن‌ها نیز با یکدیگر مشابه باشد.

## نتایج
با پذیرش فرضیات تئوری زاکاریاسن، می‌توان گفت که هر ترکیب اکسیدی با داشتن خصوصیات چهارگانه زیر، یک اکسید شیشه‌ساز است:
1. هیچ آنیون اکسیژنی نباید به بیش از دو کاتیون وصل شود.
2. تعداد اکسیژن‌های اطراف کاتیون باید کم باشد.
3. چندوجهی‌های اکسیژن باید فقط رئوس خود را به اشتراک بگذارند و نه یال‌ها یا وجوه خود را.
4. دست کم باید سه وجه از وجوه چندوجهی به اشتراک گذاشته شود.

## انتقادات
پس از انتشار تئوری شبکه نامنظم، انتقاداتی به این تئوری وارد شد. برخی از دانشمندان ارتباط دادن پایداری شیشه به اختلاف مقدار انرژی داخلی شیشه با انرژی داخلی بلور متناظر را رد کردند و در این مورد با مقایسه مقدار گرمای نهان ذوب برخی از مواد شیشه‌ساز و غیرشیشه‌ساز، دلایلی را در این زمینه مطرح کردند. همچنین برخی از دانشمندان این فرض زاکاریاسن را که شیشه‌های اکسیدی از شبکه‌های به‌هم پیوسته سه‌بعدی تشکیل می‌شوند، مورد نقد قرار دادند.
این تئوری علی‌رغم انتقادهای وارد بر آن، برای مدت زمان طولانی مورد پذیرش قرار داشت. اما امروزه مشخص شده‌است که شیشه‌های اکسیدی بسیاری می‌توانند ساخته شوند، بی‌آن‌که از قوانین زاکاریاسن پیروی کنند.